# Гординь
Горди́нь — пасажирський зупинний пункт Миронівського напрямку Київської дирекції Південно-Західної залізниці.
Розташований поблизу села Жуківці Обухівського району Київської області на лінії Київ — Миронівка між станціями Трипілля-Дніпровське (9 км) та Расава (15 км).
Зупинний пункт виник 1983 року під час прокладання залізниці Київ-Пасажирський — Миронівка. Електрифікований змінним струмом (~25кВ) в складі ділянки Трипілля-Дніпровське — Миронівка у 1986 році.
На зупинному пункті Гординь зупиняються приміські електропоїзди сполученням Київ-Пасажирський — Миронівка.